# Everton de Viña del Mar

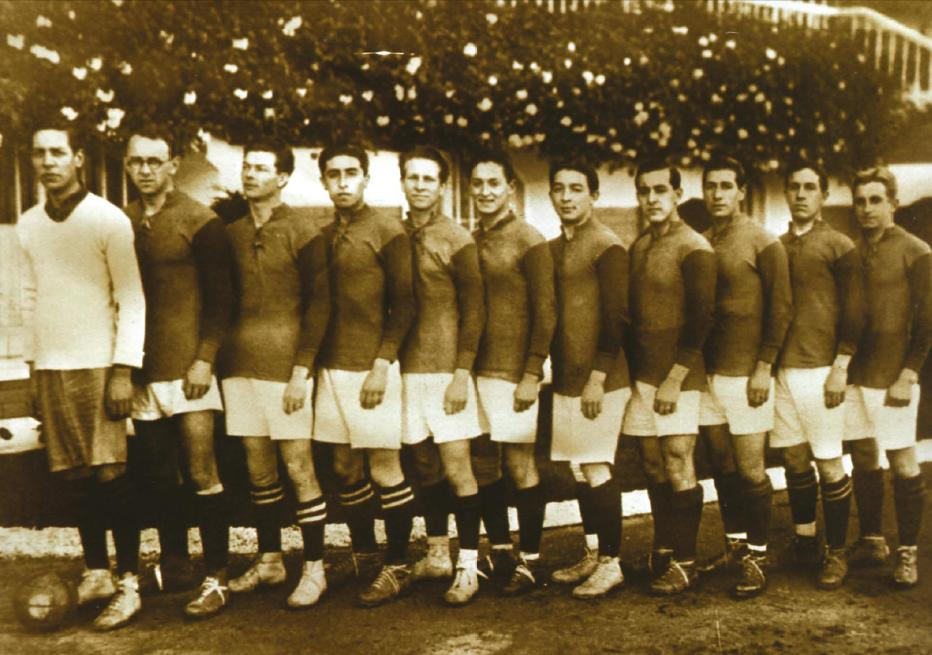
Team van 1922

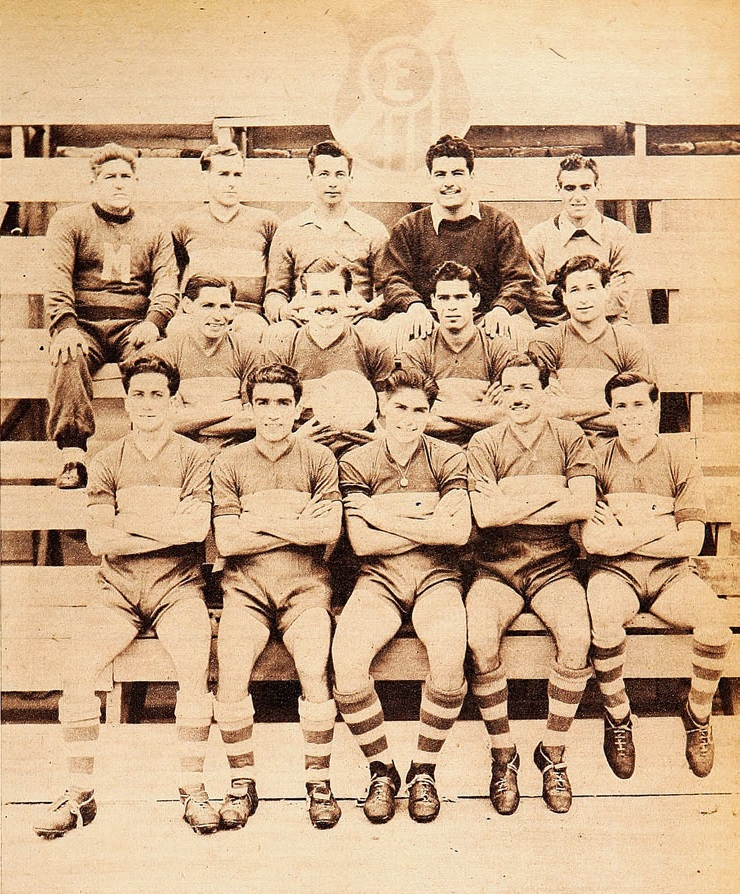
Team van 1950

Everton is een Chileense voetbalclub uit Viña del Mar. De club werd in 1909 door Engelse immigranten opgericht. David Foxley noemde de club naar de befaamde club Everton uit Liverpool. In de beginjaren was de club meer een sportvereniging met ook een rugby- en een tennisafdeling.
In 1943 bereikte Everton voor het eerst de hoogste voetbalklasse. De hoogdagen waren de jaren vijftig met twee landstitels. Het einde van de jaren zestig was het crisis voor de club en in 1972 degradeerden Everton, om een jaar later alweer terug te keren. In 1976 behaalde de club de derde landstitel uit de geschiedenis, voor de volgende was het wachten op het Apertura seizoen van 2008. Twee jaar later degradeerde de club naar de Primera B.

## Erelijst
- Landskampioen

1950, 1952, 1976, 2008 (Apertura)
- Copa Chile

1984
- Primera B

1974, 2003

## Bekende (oud-)spelers
- Enzo Escobar
- Mario Galindo